# Carlo Pinsoglio
Carlo Pinsoglio (1990. március 16. –) labdarúgó. Jelenleg a Juventus tartalék kapusa.

## Klubcsapatokban

### Juventus
Pinsoglio az olasz élcsapatnál, a Juventusnál kezdte pályafutását. Miután végigjárta a klub korosztályos együtteseit, 2007-ben felkerült a Primavera (utánpótlás) csapathoz. 2008-tól kezdve ő volt az ificsapat első számú kapusa egészen a 2009–2010-es idény végéig, amikor befejezte utánpótláskarrierjét.
Ezt követően a Juventus első csapatához került, ám kölcsönadták a Lega Pro Prima Divisionéban (az akkori harmadosztályban) szereplő FC Esperia Viareggiónak, ahol hamarosan a csapat kezdőkapusává vált. Érdekesség, hogy mögötte cserekapusként egy másik Juventus-nevelés, Giorgio Merlano szolgált. Pinsoglio első profi idényében 25 bajnoki mérkőzésen lépett pályára, majd 2011. június 30-án visszatért Torinóba.
Visszatérése után ismét kölcsönadták: 2011 júliusában a Serie B-ben vitézkedő Pescara játékosa lett, Ciro Immobile is vele tartott. Szeptember 10-én mutatkozott be kezdőként egy 2–0-ra megnyert hazai mérkőzésen a Crotone ellen. A 2011–2012-es idény első felében azonban többnyire a rutinos Luca Anania mögött csak cserekapusként számítottak rá, így mindössze öt bajnokin kapott lehetőséget. 2012 januárjában a Juventus visszahívta, majd egy kölcsönszerződés keretében a szintén másodosztályú Vicenza Calcióhoz került.

### Vicenza
Pinsoglio 2012 januárjában hivatalosan is a Vicenza játékosa lett, egy Fausto Rossi átigazolásával összefüggő megállapodás részeként. Pinsoglio játékjogának 50%-át 1,5 millió euróra taksálták, míg Rossiét 1,7 millió euróra. Pinsoglio ismét többnyire cserekapusként szerepelt Alberto Frison mögött, de megelőzve a rutinos Paolo Acerbist. Az első öt hónap alatt három bajnoki mérkőzésen kapott lehetőséget. A szezon a csapata kiesett a Serie B-ből, miután összesítésben alulmaradt az Empolival szemben a bennmaradásért vívott osztályozón. A Vicenza azonban végül mégis bent maradhatott a másodosztályban, mivel az US Lecce-t kizárták a 2011-es olasz bundabotrányban való érintettsége miatt.
A 2012–2013-as szezonban Pinsoglióra már kezdőkapusként számítottak, miután Frison a Calcio Catania csapatához igazolt. 20 bajnoki mérkőzésen védett, mielőtt 2013 januárjában a klub szerződtette Nicolás Bremecet, aki kiszorította őt a kezdőcsapatból. A szezon végén a Vicenza ismét kiesett, így a következő idényt a harmadosztályban, a Lega Pro Prima Divisionéban kellett megkezdenie.
2013. június 20-án a Juventus és a Vicenza megújította a Niko Bianconi, Luca Castiglia és Pinsoglio közös tulajdonjogát, így az olasz kapus játékjoga továbbra is a harmadosztályú klubnál maradt.

#### Kölcsönben a Modenánál
2013. július 23-án Pinsogliót kölcsönadta a Vicenza a Serie B-ben szereplő Modena csapatának, Angelo Di Stasio játékjogáért cserébe.

### Újra a Juventusnál
2014. június 20-án a Juventus bejelentette, hogy 700 000 euróért végleg megszerezte Pinsoglio játékjogát, míg Niko Bianconi 600 000 euróért visszatért a Vicenzához. Pinsoglio hároméves szerződést írt alá a torinói klubbal.

#### Kölcsönben a Modenánál
2014. július 4-én Pinsoglio visszatért a Modenához egy második, teljes szezonra szóló kölcsönszerződés keretében, a 2014–2015-ös idényre.

#### Kölcsönben a Livornónál
2015. augusztus 3-án Pinsoglio az AS Livorno Calcio játékosa lett, Luca Mazzoni helyetteseként érkezett. Egy fontos kiesési rangadón a Virtus Lanciano ellen, miután Mazzoni tizenegyest hozott össze és piros lapot kapott, Pinsoglio állt be helyette. Egy beadást követően hibázott, amit az ellenfél csatára kihasznált, és ezzel bebiztosította Virtus Lanciano győzelmét.

#### Kölcsönben a Latinánál
2016 júliusában Pinsogliót és Pol Garcíát a Juventus kölcsönadta az US Latina Calcio csapatának.

### Bemutatkozás a Juventusban
2018. május 19-én, a szezon utolsó mérkőzésén Pinsoglio bemutatkozott a Serie A-ban és a Juventus első csapatában is, amikor a 64. percben beállt a Hellas Verona elleni hazai mérkőzésen Gianluigi Buffon helyére. A meccset 2–1-re nyerte a Juventus, bár a 76. percben Alessio Cerci túljárt az olasz kapus eszén és gólt szezett. A találkozó után a klub a bajnoki címet és a hazai porondon való duplázást ünnepelte.
2018. szeptember 27-én Pinsoglio két évvel meghosszabbította szerződését, így 2020 júniusáig maradhat a Juventusnál.
2020. augusztus 1-jén csereként lépett pályára Wojciech Szczęsny helyett a Roma elleni 3–1-es vereség alkalmával, amikor a Juventus már korábban bebiztosította bajnoki címét.
2021 júniusában újabb szerződéshosszabbítást írt alá, amely 2023-ig kötelezte a klubhoz. A Juventus megjegyezte, hogy a hosszabbítás egyik fő oka pozitív hatása az öltözői légkörre, és az ott betöltött kiemelkedő szerepe. 2023 májusában a Juventus ismét meghosszabbította szerződését, ezúttal a 2024–25-ös idény végéig.

## A válogatottban
Pinsoglio szerepelt az olasz U20-as válogatottban. 2011. február 8-án mutatkozott be az U21-es válogatottban, egy barátságos mérkőzésen Anglia ellen, amelyet Empoliban játszottak. Ezt követően még nyolc alkalommal lépett pályára az U21-es csapatban (ebből háromszor a 2013-as U21-es Európa-bajnoki selejtezők során), azonban az új szövetségi kapitány, Devis Mangia nem hívta be a 2013-as U21-es Európa-bajnokságra készülő keretbe.

## Statisztikái

### Klubcsapatokban
Frissítve: 2024. május 28.
| Klub                   | Szezon         | Bajnokság      | Bajnokság | Bajnokság | Kupa  | Kupa  | Nemzetközi | Nemzetközi | Egyéb | Egyéb | Összesen | Összesen |
| Klub                   | Szezon         | Liga           | Mérk.     | Gólok     | Mérk. | Gólok | Mérk.      | Gólok      | Mérk. | Gólok | Mérk.    | Gólok    |
| ---------------------- | -------------- | -------------- | --------- | --------- | ----- | ----- | ---------- | ---------- | ----- | ----- | -------- | -------- |
| Juventus               | 2008–09        | Serie A        | 0         | 0         | —     | —     | —          | —          | —     | —     | 0        | 0        |
| Juventus               | 2009–10        | Serie A        | 0         | 0         | —     | —     | 0          | 0          | —     | —     | 0        | 0        |
| Juventus               | Összesen       | Összesen       | 0         | 0         | —     | —     | 0          | 0          | —     | —     | 0        | 0        |
| Viareggio (kölcsönben) | 2010–11        | Serie C        | 27        | 0         | —     | —     | —          | —          | —     | —     | 27       | 0        |
| Pescara (kölcsönben)   | 2011–12        | Serie B        | 5         | 0         | 1     | 0     | —          | —          | —     | —     | 6        | 0        |
| Vicenza                | 2011–12        | Serie B        | 3         | 0         | —     | —     | —          | —          | —     | —     | 3        | 0        |
| Vicenza                | 2012–13        | Serie B        | 20        | 0         | 3     | 0     | —          | —          | —     | —     | 23       | 0        |
| Vicenza                | Összesen       | Összesen       | 23        | 0         | 3     | 0     | —          | —          | —     | —     | 26       | 0        |
| Modena (kölcsönben)    | 2013–14        | Serie B        | 39        | 0         | 0     | 0     | —          | —          | —     | —     | 39       | 0        |
| Modena (kölcsönben)    | 2014–15        | Serie B        | 42        | 0         | 2     | 0     | —          | —          | —     | —     | 44       | 0        |
| Modena (kölcsönben)    | Összesen       | Összesen       | 81        | 0         | 2     | 0     | —          | —          | —     | —     | 83       | 0        |
| Livorno (kölcsönben)   | 2015–16        | Serie B        | 36        | 0         | 2     | 0     | —          | —          | —     | —     | 38       | 0        |
| Latina (kölcsönben)    | 2016–17        | Serie B        | 39        | 0         | 2     | 0     | —          | —          | —     | —     | 41       | 0        |
| Juventus               | 2017–18        | Serie A        | 1         | 0         | 0     | 0     | 0          | 0          | 2     | 0     | 3        | 0        |
| Juventus               | 2018–19        | Serie A        | 1         | 0         | 0     | 0     | 0          | 0          | 1     | 0     | 2        | 0        |
| Juventus               | 2019–20        | Serie A        | 1         | 0         | 0     | 0     | 0          | 0          | 0     | 0     | 1        | 0        |
| Juventus               | 2020–21        | Serie A        | 1         | 0         | 0     | 0     | 0          | 0          | 0     | 0     | 1        | 0        |
| Juventus               | 2021–22        | Serie A        | 1         | 0         | 0     | 0     | 0          | 0          | 0     | 0     | 1        | 0        |
| Juventus               | 2022–23        | Serie A        | 0         | 0         | 0     | 0     | 0          | 0          | —     | —     | 0        | 0        |
| Juventus               | 2023–24        | Serie A        | 1         | 0         | 0     | 0     | —          | —          | —     | —     | 1        | 0        |
| Juventus               | Összesen       | Összesen       | 6         | 0         | 0     | 0     | 0          | 0          | 3     | 0     | 9        | 0        |
| Teljes karrier         | Teljes karrier | Teljes karrier | 216       | 0         | 10    | 0     | 0          | 0          | 3     | 0     | 229      | 0        |

1. 1 2  Mérkőzései a Nemzetközi Bajnokok Kupájában

## Sikerei, díjai
Juventus
- Seria A: 2017–18, 2018–19, 2019–20
- Olasz kupa: 2017–18, 2020–21, 2023–24
- Olasz szuperkupa: 2018, 2020